# گالینا اوربانویچ
گالینا اوربانویچ (به انگلیسی: Galina Urbanovich) ژیمناست زادهٔ ۵ سپتامبر ۱۹۱۷ میلادی اهل کشور شوروی است.